# Metodo di Gupta-Bleuler
In teoria quantistica dei campi, il metodo di Gupta-Bleuler è una tecnica di quantizzazione del campo elettromagnetico. La formulazione è dovuta ai fisici teorici Suraj N. Gupta e Konrad Bleuler.

## Descrizione
Consideriamo dapprima un singolo fotone. Una base dello spazio vettoriale del singolo fotone (diremo poi più sotto perché non è uno spazio di Hilbert) è dato dagli autostati {\displaystyle |k,\varepsilon _{\mu }\rangle } dove {\displaystyle k} il 4-momento ({\displaystyle k^{2}=0}) e la componente {\displaystyle k_{0}}, l'energia, è positiva e {\displaystyle \varepsilon _{\mu }} è il vettore di polarizzazione unitario mentre l'indice {\displaystyle \mu } va da 0 a 3. Perciò, {\displaystyle k} è unicamente determinato dalla sua parte spaziale {\displaystyle \mathbf {k} }. Utilizzando la notazione bra-ket, equipaggiamo lo spazio con una forma sesquilineare definita da
{\displaystyle \langle {\vec {k}}_{a};\varepsilon _{\mu }|{\vec {k}}_{b};\varepsilon _{\nu }\rangle =(-\eta _{\mu \nu }){1 \over 2|{\vec {k}}_{a}|}\delta ({\vec {k}}_{a}-{\vec {k}}_{b})}
dove il fattore {\displaystyle {1 \over 2|{\vec {k}}_{a}|}} serve ad implementare l'invarianza di Lorentz. Utilizziamo qui la metrica {\displaystyle diag(1,-1,-1,-1)}. Questa forma sesquilineare dà norme positive per polarizzazioni di tipo spazio ma norme negative per polarizzazioni di tipo tempo. Le probabilità negative non hanno significato fisico. Per non dire che un fotone reale ha solo due polarizzazioni e non quattro.
Includendo l'invarianza di gauge, comprendiamo che un fotone può avere tre polarizzazioni possibili (due trasversali ed una longitudinale (ossia parallela al 4-momento)). Questo nasce dalla restrizione {\displaystyle k\cdot \varepsilon =0}. Ma, la componente longitudinale non è fisica nascendo dalla libertà di scegliere la gauge. Sarebbe vantaggioso poter definire una restrizione più forte di quella data che ci lasci con le due sole componenti trasversali, ma è facile verificare che questa non può essere definita in maniera covariante poiché ciò che è trasversale in un sistema di riferimento non lo è più in un altro.
Per risolvere tale difficoltà, diamo prima un'occhiata al sottospazio con tre polarizzazioni. La forma sesquilineare ristretta ad esso è semplicemente semidefinita positiva, che è meglio che indefinita. Inoltre, il sottospazio con norma nulla si scopre essere nient'altro che i gradi di libertà di gauge. Perciò, definiamo lo spazio di Hilbert fisico come lo spazio quoziente del sottospazio delle tre polarizzazioni con il suo sottospazio a norma zero. Questo spazio ha una forma definita positiva, rendendolo un vero spazio di Hilbert.
Questa tecnica può essere estesa in modo simile allo spazio di Fock bosonico a molti fotoni. Usando il trucco standard degli operatori di creazione ed annichilazione, ma con il metodo del quoziente, arriviamo ad un potenziale vettore di campo libero di tipo operatoriale a valori sullo spazio delle distribuzioni tale da soddisfare
{\displaystyle \partial ^{\mu }\partial _{\mu }A=0}
con la condizione
{\displaystyle \langle \chi |\partial ^{\mu }A_{\mu }|\psi \rangle =0}
per gli stati fisici {\displaystyle |\chi \rangle } e {\displaystyle |\psi \rangle } nello spazio di Fock (si intende che gli stati fisici siano classi di equivalenza che differiscono per uno stato a norma zero).
Va sottolineato che questo non è la stessa cosa di
{\displaystyle \partial ^{\mu }A_{\mu }=0.}
Da notare che se O è un qualsiasi operatore invariante di gauge
{\displaystyle \langle \chi |O|\psi \rangle }
non dipende dalla scelta della rappresentatività delle classi di equvialenza, e dunque, questa quantità è ben definita.
Ciò non è vero per operatori non invarianti di gauge in generale perché la gauge di Lorenz lascia ancora gradi di libertà di gauge residuali.
In una teoria interagente come l'elettrodinamica quantistica, la condizione di gauge di Lorenz si applica ancora ma il potenziale vettore non soddisfa l'equazione delle onde libera.